# 瘋狂城市賽車2
瘋狂城市賽車2（英語：Midtown Madness 2，簡稱MM2）是一個由Angel Studios（現時的Rockstar San Diego）開發，Microsoft Game Studios發行的賽車遊戲。該遊戲能於Windows系統中運行，是瘋狂城市賽車的後繼版本。
MM2在2000年9月22日推出。該遊戲能於 Windows 98/Me/2000/XP/Vista/7 等操作系統上運行。現時MM2亦已停售，因此現時MM2已變成了孤兒軟件，用家只能從翻版或點對點上下載（P2P）獲得。

## 遊戲模式
遊戲模式包括「閃電戰」（Blitz）、「關卡」（Checkpoint）、「環道」（Circuit）及「自由駕駛」（Cruise），都是從瘋狂城市賽車的上一版本衍生出來。在「閃電戰」、「關卡」或「環道」中勝出可以將車輛解鎖及得到新的任務。「自由駕駛」則可讓玩家在兩個預設城市（倫敦及三藩市）中自由漫遊。
在遊戲開始前，玩家可以將變數更改的，例如天氣、時間；警車、行人、車輛數量等。
遊戲支援途經IP地址、數據機等的方式進行多玩家遊戲。
儘管MSN方面於2006年6月19日，已關閉了MSN Gaming Zone的功能，但對於香港玩家來說，影響很微。現時MSN Gaming Zone 已被 International Gaming Zone IGZones （页面存档备份，存于） 取代。

### CNR/C&R/兵捉賊/搶金大戰
這是眾多賽車遊戲在網絡連線時的獨有遊戲模式。它總共有3種比賽形式：玩家個別作賽（Free for All, 簡稱FFA）、組隊賽（Robber Team）、兵賊兩組作賽（Cops and Robbers）等，比賽場地有三藩市、倫敦，玩家人數1人以上、8人或以下，Host可以設有時限或分數限制以方便結束遊戲環節。玩家按照畫面上的箭嘴指示，用自己的車子在最短時間內，搶走城市街道內隨機放置的一個金子，並以最快時間將金子放到城市街道內隨機放置點。玩家每當搶走金子後，其車子會成為其他玩家的搶金目標，如此類推。在限時內搶得金子最多的人玩家（FFA）或組別（Robber Team）便獲勝。
在分數方面，搶到金子有25分，把金子放到隨機放置點100分。為增加遊戲趣味，Host通常會把金子重量設為「Half Ton」，這使到玩家搶金後其車速、馬力等減慢。
在組隊賽中，同隊的隊友不可以故意搶走持金隊友的金子，否則會被視為不君子行為。輕微違規者會被場主警告，嚴重者會則被踢出連接（Eject），甚至被列入黑名單。在早期玩家主持的C&R遊戲中一般規矩只有「只限原裝車或特定車種」及/或「不准使用修改過的遊戲（無敵/水上行等）」。

## 附加檔
玩家可根據喜好自行製作附加檔，這些附加檔多是城市或車輛。因為這些附加檔是壓縮為「.ar」檔案，附加檔能容易地被加到遊戲內。不過由於附加檔可以隨易使用壓縮軟件，以致部分資深玩家隨易偷取附加檔內的原素材做成侵權。現時大部分新推出的附加檔都會使用軟件鎖檔，防止侵權事件繼續發生。

## 瘋狂城市賽車在香港
不少香港的巴士迷為MM2製作了不少香港巴士、城市的遊戲模組，為該遊戲增添了不少樂趣。

## 外部連結
- （英文）瘋狂城市賽車2官方網站 （页面存档备份，存于）
- （英文）Midtown Madness 2 Central
- （英文）Midtown Madness 2 eXtreme （页面存档备份，存于）
- （英文）Midtown Madness 2 Brasil （页面存档备份，存于）
- （中文）香港巴士討論中心,以討論香港巴士插件成名 （页面存档备份，存于）